# Josep Maria Mata i Perelló
Josep Maria Mata i Perelló (Lleida, 1942) És doctor en Geologia per la Universitat de Barcelona, i catedràtic de Cristal·lografia i Mineralogia de la Universitat Politècnica de Catalunya. És autor de diversos llibres sobre mineralogia.

## Biografia
Josep M. Mata va néixer a Lleida el 25 de febrer de 1942, però fa molts anys que resideix a Manresa. Els seus pares eren mestres. Va estudiar batxillerat a l'Institut Vell de Lleida. Més tard, va entrar a la Facultat de Ciències de la Universitat Central de Barcelona, on va obtenir la llicenciatura en Geològiques l'any 1969. El 1981 va presentar la tesi doctoral "Els minerals a Catalunya" i va obtenir el títol amb qualificació cum laude de doctor en geologia. Va començar exercint de professor en alguns instituts de Manresa i Vic, però gairebé tota la seva tasca docent la va desenvolupar durant més de 30 anys com a professor de l'Escola Universitària Politècnica de Manresa que forma part de la UPC. A més, va ser director del Departament d'Enginyeria Minera i Recursos Naturals de la UPC des del 2006 fins al 2012, any en què es va jubilar com a professor.
Ha fet recerques geològiques a bona part de la península Ibèrica, realitzant una gran quantitat d'inventaris mineralògics a tot l'estat. Va ser un dels impulsors de la Sociedad Española para la Defensa del Patrimonio Geológico y Minero (SEDPGYM), entitat de la qual va ser el primer president des de la data de la seva creació el 1995 i fins al 2004. Actualment n'és president honorífic.
A més, ha escrit nombrosos llibres sobre mineralogia i articles en publicacions i revistes relacionades amb el món de la mineralogia, la geologia i la protecció del patrimoni geològic i miner. Les seves obres i activitats són internacionalment reconegudes, de tal manera que la UNESCO el va nomenar assessor tècnic per a la defensa del Cerro Rico de Potosí (Bolívia).
És assessor de cinc geoparcs de Catalunya, de l'estat espanyol i del món, als quals aconsella en temes de mineria i de patrimoni miner. A banda del Geoparc de la Catalunya Central, on presideix la comissió científica, els altres parcs geològics als quals assessora són el de la Conca de Tremp i el Montsec; el de la comarca aragonesa del Sobrarbe, del qual forma part del comitè científic i n'és l'assessor en el tema miner, el de l'Alto Tajo i la comarca de Molina de Aragón, que assessora en temes de mineralogia i de mineria. I el de la comarca minera d'Hidalgo, a Mèxic, que també assessora en mineria.
Va ser director del Museu de Geologia Valentí Masachs de la UPC des de 1980 fins a 2003.
Mata i Perelló ha format part i col·laborat amb diverses institucions, tant científiques com l'Institut Català d'Història Natural, la Sociedad Geológica de España, Expominer, SIGMADOT i CYTED; com humanitàries a través de diverses ONG: Geológos del Mundo i Minería para el Desarrollo.
L'any 2025 va rebre la Creu de Sant Jordi atorgada per la Generalitat de Catalunya com a reconeixement a la seva tasca.

## Obra
Ha escrit molts articles per revistes especialitzades i ha estat l'editor de la majoria d'actes que recullen els treballs presentats en els congressos de la SEDPGYM. A més també ha escrit diverses obres en col·laboració amb el seu company Joaquim Sanz, de les quals destaquen:
- Guia d'identificació de minerals (UPC, 2007)[7]
- Guía de identificación de minerales: adaptada fundamentalmente a la península Ibérica (Parcir, 1993)[8]
- Guia d'identificació de minerals: Països catalans i d'altres (Parcir, 1988)[9]
- Els minerals de Catalunya (IEC, 1990)[2]
- Els minerals del Bages i llurs jaciments (Col·legi de doctors i llicenciats, 1981)[10]